# 팬아메리칸 게임 소프트볼
팬아메리칸 게임 소프트볼은 1979년 팬아메리칸 게임부터 시작된 경기 종목이며 남성 경기는 2003년 팬아메리칸 게임까지만 진행되었다.

## 대회 결과

### 남성
| 연도 | 개최지                     |            | 금메달     | 은메달       | 동메달 |
| ---- | -------------------------- | ---------- | ---------- | ------------ | ------ |
| 1979 | 푸에르토리코 산후안        | 캐나다     | 미국       | 푸에르토리코 |        |
| 1983 | 베네수엘라 카라카스        | 캐나다     | 미국       | 파나마       |        |
| 1987 | 미국 인디애나폴리스        | 캐나다     | 미국       | 쿠바         |        |
| 1991 | 쿠바 아바나                | 캐나다     | 미국       | 쿠바         |        |
| 1995 | 아르헨티나 마르델플라타    | 캐나다     | 미국       | 쿠바         |        |
| 1999 | 캐나다 위니펙              | 캐나다     | 미국       | 쿠바         |        |
| 2003 | 도미니카 공화국 산토도밍고 | 캐나다     | 미국       | 아르헨티나   |        |
| 2015 | 캐나다 토론토              | 캐나다     | 베네수엘라 | 아르헨티나   |        |
| 2019 | 페루 리마                  | 아르헨티나 | 미국       | 멕시코       |        |

### 여성
| 연도 | 개최지                     |        | 금메달            | 은메달          | 동메달 |
| ---- | -------------------------- | ------ | ----------------- | --------------- | ------ |
| 1979 | 푸에르토리코 산후안        | 미국   | 푸에르토리코      | 벨리즈          |        |
| 1983 | 베네수엘라 카라카스        | 캐나다 | 미국              | 벨리즈          |        |
| 1987 | 미국 인디애나폴리스        | 미국   | 푸에르토리코      | 캐나다          |        |
| 1991 | 쿠바 아바나                | 미국   | 캐나다            | 쿠바            |        |
| 1995 | 아르헨티나 마르델플라타    | 미국   | 푸에르토리코      | 쿠바            |        |
| 1999 | 캐나다 위니펙              | 미국   | 캐나다            | 쿠바            |        |
| 2003 | 도미니카 공화국 산토도밍고 | 미국   | 캐나다            | 도미니카 공화국 |        |
| 2007 | 브라질 리우데자네이루      | 미국   | 베네수엘라 캐나다 | 없음            |        |
| 2011 | 멕시코 과달라하라          | 미국   | 캐나다            | 쿠바            |        |
| 2015 | 캐나다 토론토              | 캐나다 | 미국              | 푸에르토리코    |        |
| 2019 | 페루 리마                  | 미국   | 캐나다            | 푸에르토리코    |        |
| 2023 | 칠레 산티아고              | 미국   | 푸에르토리코      | 캐나다          |        |

## 메달 집계
| 순위 | 국가            | 금메달 | 은메달 | 동메달 | 합계 |
| ---- | --------------- | ------ | ------ | ------ | ---- |
| 1    | 미국            | 10     | 10     | 0      | 20   |
| 2    | 캐나다          | 10     | 6      | 2      | 18   |
| 3    | 아르헨티나      | 1      | 0      | 2      | 3    |
| 4    | 푸에르토리코    | 0      | 4      | 3      | 7    |
| 5    | 베네수엘라      | 0      | 2      | 0      | 2    |
| 6    | 쿠바            | 0      | 0      | 8      | 8    |
| 7    | 벨리즈          | 0      | 0      | 2      | 2    |
| 8    | 도미니카 공화국 | 0      | 0      | 1      | 1    |
| 8    | 멕시코          | 0      | 0      | 1      | 1    |
| 8    | 파나마          | 0      | 0      | 1      | 1    |